# Böhmische Mühle

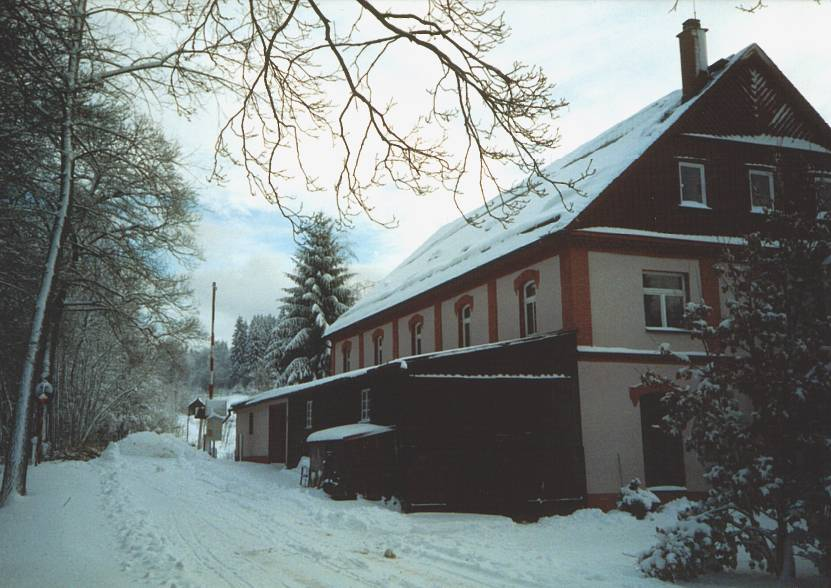
Grenzübergang an der früheren Holzschleiferei unweit der Böhmischen Mühle

Böhmische Mühle (tschechisch: Český Mlýn) war eine frühere Wassermühle, die später als Gasthaus genutzt wurde, unmittelbar an der sächsisch-böhmischen Grenze bei Rittersgrün auf dem Territorium von Goldenhöhe im heutigen Tschechien.

## Geschichte
Die an dieser Stelle befindliche Wassermühle wurde erstmals in Zusammenhang mit dem Einfall des Generals Heinrich von Holk 1632 von Christian Lehmann erwähnt. Später wurde die Mühle auch einen Schneidegang als Sägemühle. 1873 kam der Betrieb des Sägewerkes zum Erliegen aufgrund der hohen Ausfuhrzölle für Schnittholz nach Sachsen. Ähnlich hoch waren auch die Zölle für den Verkauf von Mehl und Brot nach Sachsen.
Am 11. Mai 1881 vernichtete ein Großbrand den im Egerländer Stil errichteten Vierseitenhof der Mühlenanlage. Die Ehefrau des Mühlenbesitzers Moritz Beer und dessen drei Kinder wurden von der Feuerwehr aus den Flammen gerettet. Es entstand ein Sachschaden von 30.000 Gulden. Nach der Wiedererrichtung des Gebäudes im massiven Stil wurde nur noch Land- und Gastwirtschaft betrieben.
Ein Zimmer wurde ständig an den böhmischen Zoll vermietet, da unmittelbar vor dem Haus die Straße über den Rittersgrüner Pass nach Sankt Joachimsthal führte. Der Hausbesitzer Moritz Beer errichtete 1898 unmittelbar auf sächsischer Seite auf der gegenüberliegenden Straßenseite eine neue Holzschleiferei. Am 28. November 1938 kam es erneut zu einem Brand des Gebäudes im Dachstuhl, der jedoch rechtzeitig gelöscht werden konnte.
1944/45 wurden aus Berlin in der Böhmischen Mühle unter dem Namen „AG Pappe“ eine Pappenfabrik aus Berlin ausgelagert. 1946 zogen die Mühlenbesitzer in ihre auf sächsischem Territorium befindliche Holzschleiferei. 1949 wurde mit dem Abriss der Böhmischen Mühle begonnen, von der heute keinerlei Reste mehr vorhanden sind.